# Сингх, Тхоиба
Тхоиба Сингх (англ. Thoiba Singh, род. 1 декабря 1955, Импхал) — индийский хоккеист (хоккей на траве), нападающий, тренер. Участник летних Олимпийских игр 1988 года, двукратный серебряный призёр чемпионата Азии 1985 и 1989 годов, серебряный призёр летних Азиатских игр 1990 года, бронзовый призёр летних Азиатских игр 1986 года.

## Биография
Тхоиба Сингх родился 1 декабря 1955 года в индийском городе Импхал.
Играл в хоккей на траве за Индийские авиалинии. Также занимался лёгкой атлетикой, в 1980 году участвовал в национальных соревнованиях в спринте.
Дебютировал в сборной Индии в 1983 году.
В 1988 году вошёл в состав сборной Индии по хоккею на траве на летних Олимпийских играх в Сеуле, занявшей 6-е место. Играл на позиции нападающего, провёл 7 матчей, забил 2 мяча в ворота сборной Южной Кореи.
Дважды выигрывал серебряные медали чемпионата Азии — в 1985 году в Дакке и в 1989 году в Нью-Дели.
Завоевал две медали хоккейных турниров летних Азиатских игр — бронзу в 1986 году в Сеуле и серебро в 1990 году в Пекине.
Впоследствии стал тренером. Возглавлял «Импхал Рейнджерс». Работает селекционером Федерации хоккея на траве Индии. Возглавляет Федерацию хоккея на траве Манипура.
Работал заместителем региональном менеджера Food Corporation of India в Манипуре.